# بری لوینسون
بری لوینسون (به انگلیسی: Barry Levinson) (زاده ۶ آوریل ۱۹۴۲) کارگردان، تهیه‌کننده و هنرپیشه آمریکایی سینما و تلویزیون است.
لوینسون با چهل سال فعالیت هنری، ۴۰ اثر سینمایی و تلویزیونی در کارنامه دارد. وی برای فیلم مرد بارانی (۱۹۸۸) موفق به دریافت جایزه اسکار برای بهترین کارگردانی شده‌است. از دیگر آثار وی می‌توان به اضطراب بالا(۱۹۷۷) صبح به خیر، ویتنام (۱۹۸۷)، باگزی (۱۹۹۱)، افشاگری (۱۹۹۴)، کُره (۱۹۹۸)، راهزنان (۲۰۰۱)، چه اتفاقی افتاده؟ (۲۰۰۸)، شهر را بلرزان (۲۰۱۵)، بازمانده (۲۰۲۱) و آدم‌های عاقل (۲۰۲۴) اشاره کرد.